# Żandarm z Saint-Tropez
Żandarm z Saint-Tropez (fr. Le Gendarme de St. Tropez) – francusko-włoski barwny film komediowy z 1964 w reżyserii Jeana Giraulta, z Louisem de Funèsem w roli głównej.
Film był pierwszym wielkim sukcesem kinowym Louisa de Funèsa, frekwencja w kinach we Francji wyniosła 7,81 mln widzów.

## Fabuła
Starszy sierżant (wachmistrz) Ludovic Cruchot, wraz ze swą córką Nicole, zostaje przeniesiony z prowincji do posterunku Francuskiej Żandarmerii Narodowej w nadmorskim miasteczku Saint Tropez. Trwa letni sezon; żandarm wytrwale walczy z przestępczością (głównie z nudystami). Kiedy Nicole wpada w nieodpowiednie towarzystwo i kradnie razem z kolegą luksusowe auto, jego autorytet może zostać zagrożony. Pechowo okazuje się, że samochód należy do pewnego bogatego gangstera, chcącego kupić poszukiwany przez policję obraz.

## Obsada
- Louis de Funès jako st. wachm. Ludovic Cruchot
- Geneviève Grad jako Nicole Cruchot
- France Rumilly jako siostra Clotilde
- Michel Galabru jako chor. Jérôme Gerber
- Jean Lefebvre jako żand. Lucien Fougasse
- Christian Marin jako żand. Albert Merlot
- Guy Grosso jako żand. Tricard
- Michel Modo jako żand. Berlicot

### Ekipa
- Reżyser: Jean Girault
- Scenarzysta: Jean Girault
- Scenarzysta: Richard Balducci
- Muzyka: Raymond Lefèvre
- Zdjęcia: Marc Fossard
- Scenografia: Sydney Bettex

## Kontynuacje
- Żandarm w Nowym Jorku (Le Gendarme à New York, 1965)
- Żandarm się żeni (Le Gendarme se marie, 1968)
- Żandarm na emeryturze (Le Gendarme en balade, 1970)
- Żandarm i kosmici (Le Gendarme et les extra-terrestres, 1979)
- Żandarm i policjantki (Le Gendarme et les gendarmettes, 1982)

W 2016 w budynku, w którym nagrywane było pięć pierwszych filmów z serii, otwarte zostało Muzeum Żandarmerii i Kina.